# Sedielos
Sedielos ist eine Gemeinde (Freguesia) im portugiesischen Kreis Peso da Régua. In ihr leben 729 Einwohner (Stand 19. April 2021).